# Gihanga
Gihanga è un comune del Burundi situato nella provincia di Bubanza con 55.344 abitanti (censimento 2008)

## Geografia antropica

### Suddivisioni amministrative
Il comune è suddiviso in 11 Colline.